# Agriense flórajárás
Az Agriense flórajárás az Északi-középhegységet felölelő Matricum flóravidék középső részének flórajárása. Magyarországi területét három tájegységre osztjuk:
- Mátra,
- Hevesi-dombság;
- Karancs-Medves-vidék – ez a Szlovákiában található Ajnácskői-hegység déli pereme; a flórajárás átnyúlik a Felvidékre.

## Földtana, természetföldrajza
A Mátrát és a Karancs-Medves-vidéket zömmel vulkáni kőzetek építik fel: zömmel andezit, de maga a Medves például bazalt, a Mátrában pedig több riolit dagadókúpot is találunk. A Hevesi-dombság zömmel fiatal törmelékes üledékes kőzetekből áll. A hegylábakat sokfelé lösz borítja. A Mátraalja fiatal üledékeiben több riolittufa szintet és egy lignittelepes összletet is elkülönítettek. A lignitet jelenleg is bányásszák, és a Gyöngyösvisontán épült hőerőműben tüzelik el. A Nógrádi-szénmedence bányáit (Salgótarján, Bátonyterenye stb.) már bezárták, de a meddőhányók jelentős mértékben meghatározzák a térség arculatát. A domborzat, a földtani felépítés és a földhasználat erőteljes különbözőségeinek eredményeként a flóravidéken számos növénytársulás telepedett meg.

## Mátra
1. A hegység magasabb régióiban (Kékes, Galyatető)
- a montán bükkösök (Aconito-Fagetum) aljnövényzetében:
  - örvös salamonpecsét (Polygonatum verticillatum),
  - fehér acsalapu (Petasites albus).
- a szurdokerdőkben nő a
  - szirti imola (Centaurea mollis),
  - havasi páfrány (Woodsia alpina),
  - szirti páfrány (Woodsia ilvensis),
  - lila csenkesz (Festuca amethystina) – montán flóraelem,

2. Az északi lejtőkön
- a mészkerülő bükkösök aljnövényzetében:
  - fekete áfonya (Vaccinium myrtillus),

3. A déli lejtőkön és az alacsonyabb magaslatokon
- a cseres-tölgyes (Quercetum petraeae-cerridis) az uralkodó növénytársulás. Emellett
- a szilikát sziklagyepeken nő:
  - havasi szirtipáfrány (Woodsia alpina) – havasi flóraelem,
  - havasi iszalag (Clematis alpina) – montán flóraelem,
  - szirti búzavirág (Centaurea mollis) – montán flóraelem,
  - lila csenkesz (Festuca amethystina) – montán flóraelem;
- a szilikát lejtősztyeppeken:
  - sziklai csenkesz (Festuca pseudo-dalmatica),
  - magyar perje (Poa pannonica),
  - ezüstös útifű (Plantago argentea) szubmediterrán flóraelem;
- gyöngyvessző-cserjéseiben:
  - szirti gyöngyvessző (Spiraea media).
- Bokorerdők is vannak. A peremvidék magaslatain (például a Gyöngyös mellett, a Sár-hegyen) az erdős sztyepp jelleg erősödik fel.

További, ezt kiegészítő információk a Mátra leírásánál, a hegység növényzetét ismertető fejezetben olvashatók.

## Karancs-Medves-vidék
A tájegység legfontosabb erdőtársulásai:
- szubmontán bükkösök,
- mészkerülő bükkösök,
- törmeléklejtő-erdők:
  - hársas sziklatömberdők,
  - hársas törmeléklejtő-erdők,
- gyertyános-tölgyesek,
- cseres-tölgyesek,
- molyhos tölgyesek,
- sziklai tölgyesek,
- mészkerülő tölgyesek,
- égeresek

Alárendelt jelentőségű erdőtársulások:
- szurdokerdők,

Cserjetársulások:
- sziklai cserjések;
- legelőcserjések.

Gyeptársulások:
- forrásgyepek,
- partmenti nádasok,
- magassásosok,
- nádasok,
- egyéves mocsári társulások,
- patak menti magaskórósok,
- kaszálók,
- legelők,
- lejtősztyeppek,
- nyílt sziklagyepek,
- zárt sziklagyepek,
- sziklabevonat-társulások,

Gyomnövényzet és kultúrnövényzet:
- akácosok,
- tűlevelű erdők,
- vágásnövényzet,
- romterületek növényei,
- szántóterületek növényei,
- gyümölcsösök és szőlők,
- útszéli, taposott gyomnövényzet

Vízi növénytársulások:
- hínárnövényzet

Az utóbbi évtizedekben mind a természetes, mind a mesterséges növénytársulásokban erőteljesen hódít több, a világ különböző részeiről behurcolt özönnövény:
- ürömlevelű parlagfű (Ambrosia artemisiifolia),
- szíriai selyemkóró (Asclepias syriaca),
- süntök (Echinocystis lobata),
- ártéri japánkeserűfű (Fallopia japonica)
- óriás japánkeserűfű (Fallopia sachaliensis)
- hibrid japánkeserűfű (Fallopia × bohemica)
- bíbor nebáncsvirág (Impatiens glandulifera)
- magas aranyvessző (Solidago gigantea),
- kanadai aranyvessző (Solidago canadensis).